# Raul Deveza
Raul Deveza (Rio de Janeiro, 14 de setembro de 1891 — Manaus, 9 de março de 1952) foi um pintor, cenógrafo, decorador e professor brasileiro.
Estudou no Liceu de Artes e Ofícios do Rio de Janeiro, onde teve aulas com J. Santos e Isaltino Barbosa. Posteriormente, em 1914, ingressou na Escola Nacional de Belas Artes (ENBA), tendo sido aluno de Batista da Costa (1865-1926).
Em 1920 foi para Paris, onde estudou na Academia Julian e na Académie de la Grande Chaumière e ainda trabalhou para a Revista Rio-Paris.
"Raul Deveza é um louvável esforço que se vem destacando no nosso meio. A sua arte é feita com serenidade e modestia, mas com brilho. Como Bordon não sentia a figura, ele não sente a paisagem. Prefere o retrato, que faz com absoluta comprehensão do genero, colocando-se ao lado dos que melhor o praticam".